# ワキシー・ゴードン
ワキシー・ゴードン（英語: Waxey Gordon, 1888年1月19日 - 1952年6月24日）はアメリカ合衆国のポーランド系ユダヤ人ギャング。本名アービング・ウェクスラー（英語: Irving Wexler）。若い頃の巧みなスリの手口から"Waxey"のあだ名がついた。

## 1910年代まで
ニューヨークのロウアー・イースト・サイドのスラム街の貧困家庭に生まれ、幼い頃はスリの常習犯でニューヨーク近郊を転々とした。1910年代、組合たかり屋ベンジャミン・ファインの組織に入り、組合のストライキを扇動して暴力沙汰を何度も起こした。1914年1月、労働争議の支配を巡ってジャック・シロッコとファインのギャング間で銃撃戦が起こり、ゴードンはファインら3人と共に殺人容疑で逮捕された（放免）。同じ頃ニューヨークとフィラデルフィア間のコカイン取引を手掛けた。1914年、恐喝暴行の罪でシンシン刑務所に送られ、1916年出所した。

## 禁酒法時代
1920年頃、組合たかり屋リトル・ジェイコブ・オーゲンの指揮の下、ガーメント地区の組合ゴロしていた時、アーノルド・ロススタインの資金援助を得て酒の密輸に乗り出した。マックス・グリーンバーグと組んで、フィラデルフィアを拠点にカナダ産ウイスキーの密輸オペレーションを立ち上げた。
ニュージャージーやニューヨークの沖合から自前のボートに酒を積み替えて岸に運び、倉庫に貯蔵した後マンハッタンのレストラン、クラブ、スピークイージーにトラックで輸送した。若い頃の近所友達を雇い入れて組織を拡大した。彼より遅れてロススタインの子分になったラッキー・ルチアーノ、マイヤー・ランスキーらとスコッチの密輸ルートも仕切った。後にロススタインのニューヨークとニュージャージーの酒の輸入利権を引き継いだ。東海岸の密輸グループ"ビッグ・セヴン"の一角を占めた。
1920年代半ばまでに年収は100-200万ドル規模に膨れ上がり、富豪になった。マンハッタンの42番街の高級スイートに事務所を構え、ナイトクラブ、スピークイージー、地下賭博場を運営した。自宅は2つ、セントラルパークウェストの高級マンションとニュージャージー南部の濠で囲まれた城を保有し、リムジンを乗り回して豪奢な生活を送った。闇賭博の他、麻薬密売にも手を染めた。
1925年、実入りの少なかったゴードン配下の密輸船船長が当局に密告したため逮捕されたが、その船長は当局の厳重な護衛付のホテルルームで謎の死を遂げた。彼は不起訴処分となった。
以後船を使った密輸ビジネスから手を引き、ジミー・ハッセル、マックス・グリーンバーグなどとニュージャージー北部のハドソン郡に密造酒の製造工場を幾つも建設し、自前の酒を造り始めた。合法と非合法の醸造酒を造り分けて販売し、輸送の安全を確保するためアブナー・ツヴィルマンを雇い、ジャージーシティ市長フランク・ヘイグに賄賂を贈って政治的な保護を得た。1928年ロススタインが死ぬと勢いは衰えた。1929年5月、全米ギャングの大集会アトランティック会議に参加した。
1930年代、禁酒法の終焉を見越して、将来の合法ビール事業のイニシアティブを握ろうとユダヤ系ギャングのダッチ・シュルツ勢力と抗争した。

## ユダヤ人戦争
ルチアーノ、ランスキー、ルイス・バカルターらと酒の密売で同盟していたが、1930年頃から酒の輸送利権を巡るトラブルからランスキーと対立し、彼の全米シンジケートへの組織統合の企てに一切協力しなかった（通称"ユダヤ人戦争"）。両者の溝は修復不可能と判断され、1933年、ランスキーとルチアーノの共謀でゴードンの脱税が検察に密告された。脱税の罪でトーマス・デューイ検事に起訴された。デューイはゴードンが年間200万ドルを稼ぎながらその実たったの8125ドルしか納税していないことを明らかにした。密輸パートナーだったマックス・グリーンバーグがマーダー・インクのヒットマンに暗殺された後、北ニューヨークのキャッツキルの狩猟ロッジに潜伏していたが、捜査官に連れ戻され、懲役10年を宣告された。
家族を犯罪と無縁な環境に置き、理想的なミドルクラスの家族像を演じていたが、裁判で長年の犯罪キャリアが露見し、傍聴席にいた妻は人目も気にせず泣き喚いた。更に裁判中に、大学在学中だった最愛の息子を交通事故で亡くした。その後、獄中からランスキーやベンジャミン・シーゲルの暗殺を手配したが、失敗に終わった。フィラデルフィアの利権はマキシー・"ブー・ブー"・ホフらが引き継いだ。

## 犯罪人生
1940年、7年の服役を経て出所した時、家族も昔の仲間も失い、政治家とのコネも失っていた。1941年夏、サンフランシスコに滞在したが、警察に追われた。第二次世界大戦中、闇市の砂糖取引に関わり、再び捕まり1年服役した。
戦後は麻薬取引に関わり、2回取引を成功させた後、1951年8月2日、連邦麻薬捜査局FBNのおとり捜査官にヘロインを売りつけ逮捕された。ゴードンは昔の犯罪人脈を頼りに麻薬コネクションを構築していたと伝えられた。
同年12月13日、懲役25年の判決を受け収監された。1952年4月10日、国際的麻薬密輸組織に関与した容疑で再起訴された後、6月24日、アルカトラズ刑務所で心臓発作で死去した。連邦検事によればゴードンは減刑のため他の麻薬犯の犯行について証言する予定だった。

## エピソード
- シュルツやランスキーが武力でゴードンを打ち負かせなかったのは敵の誘惑に動じない忠実な部下を持っていたお蔭と言われた[3]。
- ニュージャージー各地の密輸取締官や警官を賄賂漬けにし、水道管を使って自前のビールをポンプで流していた[3]。
- 1940年の出所時、記者を前にして「ワキシー・ゴードンは死んだ。これからはセールスマンのアービング・ウェクスラーとして生きていく」と犯罪から身を退く決意を示したが、すぐにギャング生活に戻った[3]。
- 1951年麻薬で捕まった時、捜査官を前に膝を落として懇願した：「俺を殺してくれ、俺は老人だし、もう（人生が）終わっている。ブタ箱に入れないでくれ。どうやって生きていけと言うのだ？俺は駆け出すから、後ろから撃ってくれ」。それを見ていた、一緒に捕まった密売人仲間がゴードンに同情し、賄賂を渡して見逃してもらおうとしたが、捜査官に拒否され共に連行された[6]。